# Geraldo Dannemann
Geraldo Dannemann, Geburtsname Gerhard Dannemann, (* 23. April 1851 in Bremen; † 11. April 1921 in Hamburg) war ein deutsch-brasilianischer Unternehmer und der Gründer der Dannemann Cigarrenfabrik.

## Leben
Seit seiner Kindheit hatte er in der Bremer Tabakstadt engen Kontakt zu Tabak und Zigarren. 1872 emigrierte Gerhard Dannemann nach Brasilien und ließ sich unweit der Hauptstadt Salvador (Bahia) nieder. Mit seiner Emigration änderte er seinen Vornamen von Gerhard zu Geraldo.
1873 öffnete Dannemann in der Kleinstadt São Félix eine Fabrik mit anfangs sechs Mitarbeitern. Außerdem wurde er 1889 zum Bürgermeister der Stadt gewählt. Er war ein "Held der Gemeinde", der neben dem ersten Stadtrecht viele soziale und wirtschaftliche Entwicklungen in der Recôncavo Region vorantrieb. Er konnte durch infrastrukturelle Maßnahmen, wie die Eröffnung von Fabrikgebäuden, Büros und den Bau der Brücke über den Rio Paraguaçu, die São Félix mit der Schwesterstadt Cachoeira verbindet, zum Wirtschaftswachstum der ganzen Region beitragen. Sein Einfluss ist noch heute deutlich sichtbar.
Nach wenigen Jahren (1910–1921) entwickelte sich Dannemann mit etwa 4000 Mitarbeitern in sieben Fabriken zu einem der wichtigsten Industriellen des brasilianischen Bundeslandes Bahia.
Nach seinem Tod entstand 1922 mit der Fusion der Firmen Dannemann und Stender die Companhia de Charutos Dannemann. Die Firma musste 1954 Konkurs anmelden, die Markenbezeichnung Dannemann blieb jedoch bestehen.

## Ehrungen
Das Centro Cultural Dannemann in  São Félix erinnert an den Unternehmer. Es befindet sich in dem weitläufigen Kolonialgebäude aus dem 19. Jahrhundert und besteht aus einem Teil für sozio-kulturelle Aktivitäten und einem hinteren Bereich, in dem noch produziert wird.